# 2004년 하계 올림픽 태권도
제28회 하계 올림픽 태권도 경기는 2004년 8월 20일부터 8월 23일까지 그리스 아테네에서 열렸다. 남자와 여자 각 네 체급으로 나뉘어 진행된 이 대회에는 총 124명이 참가했다.